# Wilhelm Stoll Maschinenfabrik

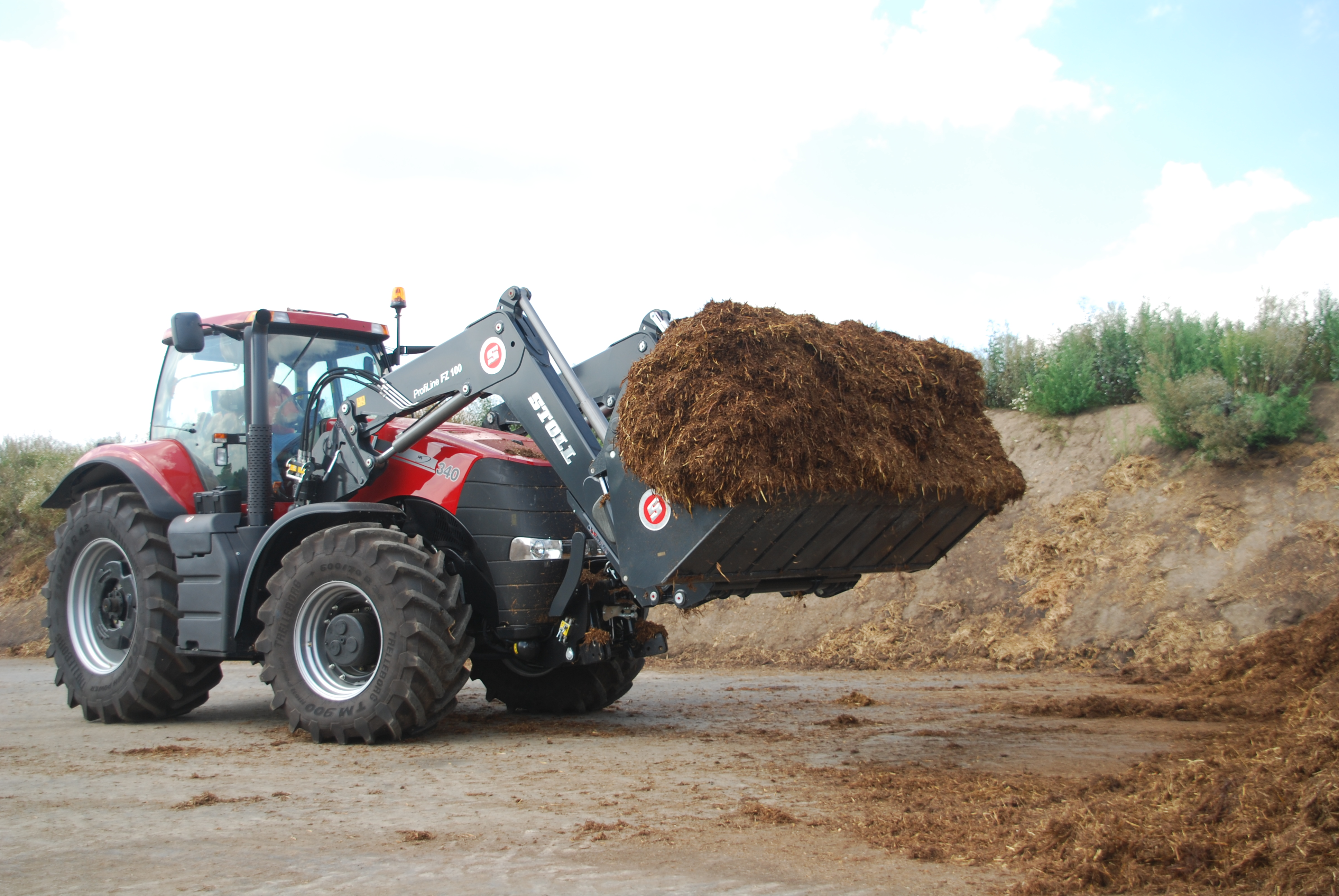
Ciągnik rolniczy Case IH z Ładowaczem Stoll ProfiLine FZ 100

Wilhelm Stoll Maschinenfabrik – niemiecki producent maszyn rolniczych z siedzibą w Lengede specjalizujący się w produkcji ładowaczy czołowych pod marką Stoll.

## Historia
- 1878 r. – firma zostaje założona w roku 1878 w Luckenwalde koło Berlina[1]
- 1965 r. – rozpoczęcie produkcji ładowaczy czołowych
- 1970 – r. – sprzedaż licencji na mechanizm jarzmowy do Czechosłowackiej Strojírny Rozmitál[2]
- 1999 r. – przejęcie akcji spółki przez duńskie Freudendahl Invest A/S. Zakończono produkcję maszyn do buraków cukrowych
- 2008 r. – przedsiębiorstwo stało się producentem wyłącznie ładowaczy czołowych po przeniesieniu produkcji maszyn zielonkowych do duńskiej fabryki JF w Sønderborg[3]
- 2012 r. – odseparowanie się spółki od bankrutującej Freudendahl Invest A/S 26 listopada[4]